# خار یخچالی
خار یخچالی (نام علمی: Myopordon) نام یک سرده از تیره کاسنیان است.